# Vereinigte Glanzstoff-Fabriken

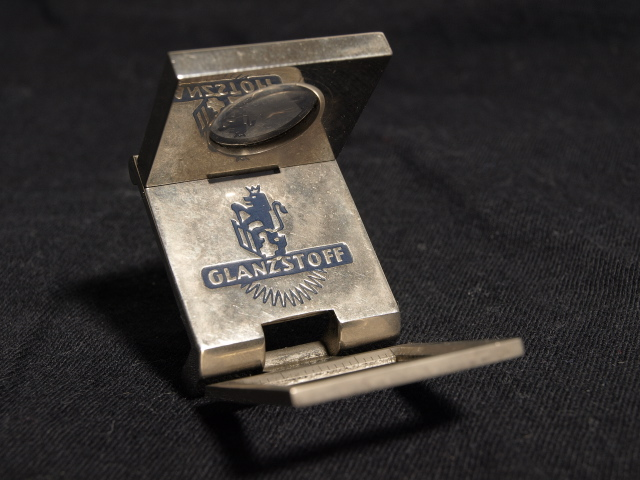
Fadenzähler mit Glanzstofflogo

Die Vereinigte Glanzstoff-Fabriken AG, ab 1966 Glanzstoff AG, war ein 1897 gegründetes deutsches Unternehmen in der Rechtsform einer Aktiengesellschaft, dessen Werke Kunstseide produzierten. Sitz der AG war Wuppertal-Elberfeld, das Stammwerk befand sich in Oberbruch (heute Stadtteil von Heinsberg). Im Volksmund wurde das Werk nur Glanzstoff oder Glan(n)stoff genannt.

## Geschichte

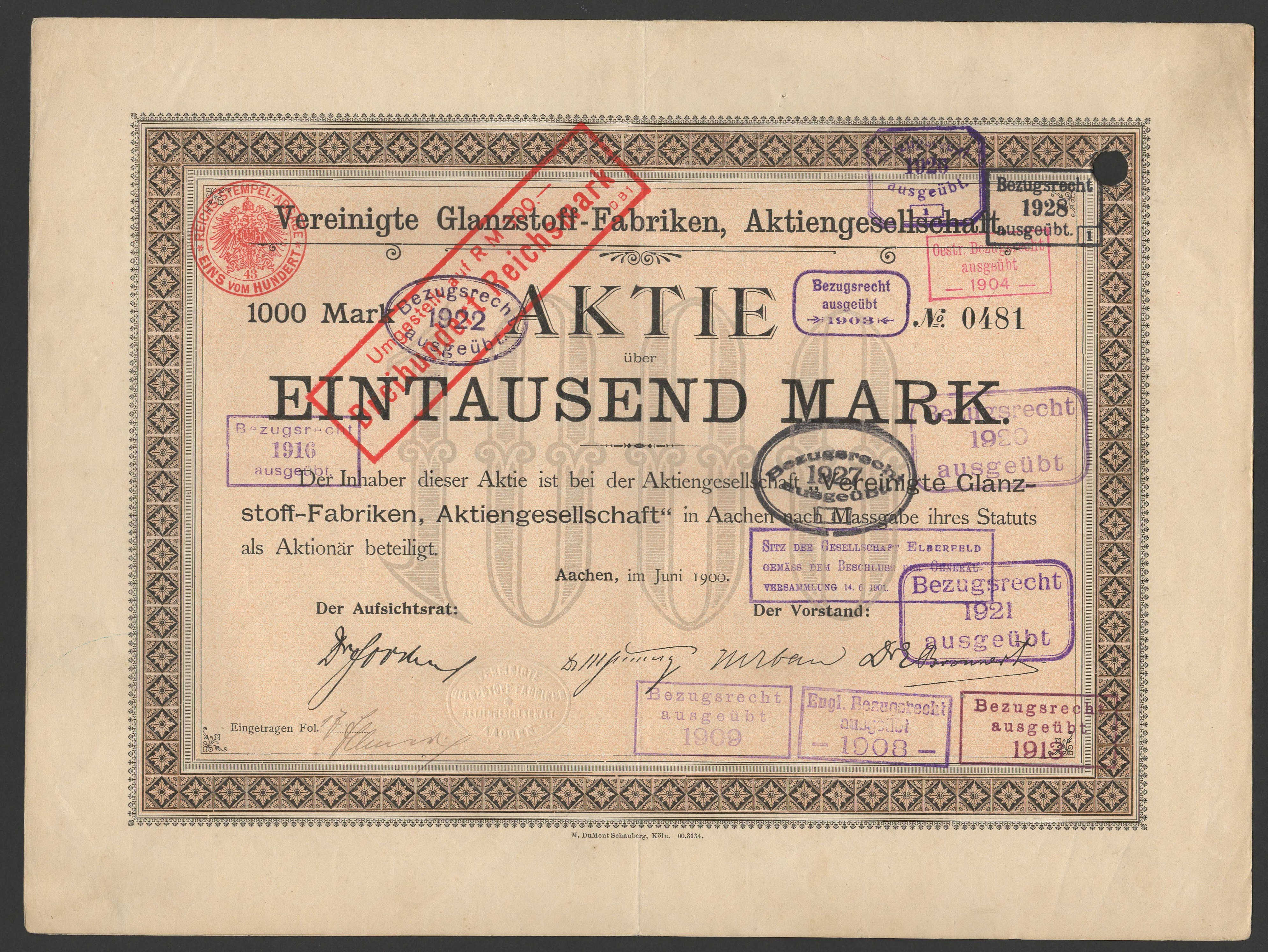
Gründeraktie der Vereinigten Glanzstoff-Fabriken AG vom Juni 1900, ausgestellt in Aachen

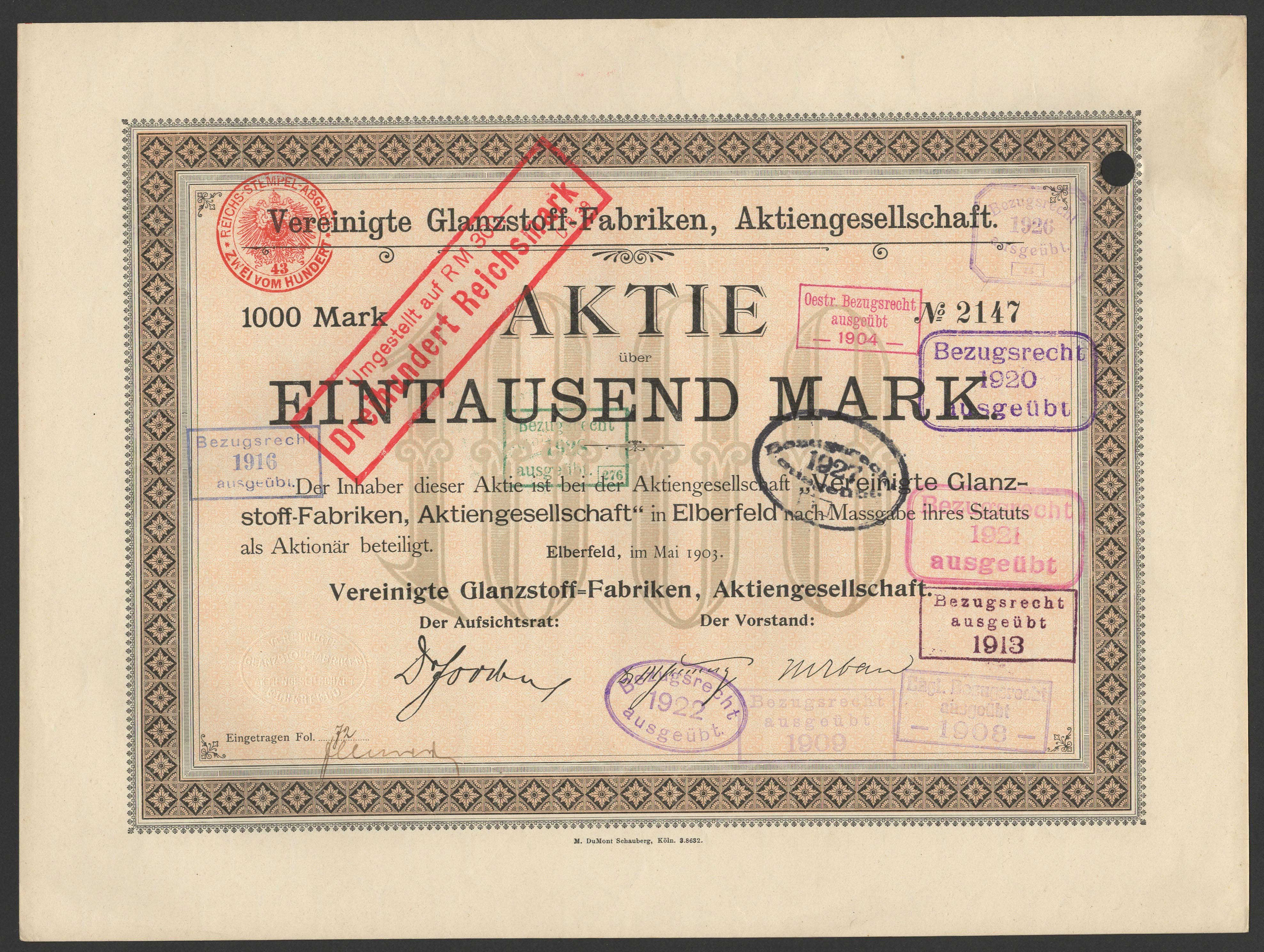
Aktie über 1000 Mark der Vereinigten Glanzstoff-Fabriken AG vom Mai 1903, ausgestellt in Elberfeld

In der Rheinischen Glühlampenfabrik Dr. Max Fremery & Co. in Oberbruch (Stadt Heinsberg) hatten der Chemiker Max Fremery und der Ingenieur Johann Urban in den 1890er Jahren ein Verfahren entwickelt, um Fäden aus in Kupfer(II)-hydroxid und Ammoniakwasser (Schweizers Reagens) gelöster Cellulose herzustellen. Durch kontinuierliche Verbesserung waren die Filamente auch zur Herstellung von Textilien geeignet, die sogenannte Kupferseide.
1897 meldeten Fremery und Urban ihr Verfahren zum Patent an, allerdings aus wirtschaftstaktischen Erwägungen unter dem Namen des deutschen Chemikers Hermann Pauly. Am 19. September 1899 gründeten Fremery, Urban und David Emil Bronnert in der Bergisch-Märkischen Bank zu Elberfeld die Vereinigte Glanzstoff-Fabriken AG mit einem Anfangskapital von 2 Millionen Mark und Sitz in Aachen. Der Firmensitz wurde 1901 nach Elberfeld verlegt, das Stammwerk blieb jedoch in Oberbruch. Im Jahr 1900 konnte bereits ein Saal mit 18 Spinnmaschinen eröffnet werden. Zum ersten Mal wurde in diesem Jahr ein gemeinsamer Spinnkessel in einem nahegelegenen Raum aufgestellt und von dort aus der Stoff an die einzelnen Spinnmaschinen gedrückt. Neben dem Hauptsitz in Elberfeld war Oberbruch größter Unternehmensstandort mit zeitweise 10.000 Mitarbeitern. Zahlreiche Werkssiedlungen entstanden in Oberbruch, Grebben, Heinsberg, Dremmen und Randerath. Ein zweites Werk wurde in Niedermorschweiler im Elsass aufgebaut. 1902 schlossen Fremery und Urban ihre Glühlampenfabrik. Wichtigster Abnehmer der Kupferseide wurde nun die bergische Besatzindustrie. Fremery und Urban erkannten das weitere Potential der Kunstseide, erwarben 1911 das Viskose-Patent und brachten es zur Produktionsreife. Die Produktion von Kupferseide erreichte im Jahr 1912 ein Maximum mit 820 t. 1916 vereinbarte die Vereinigte Glanzstoff-Fabriken AG mit dem Konkurrenzunternehmens J. P. Bemberg AG die Kooperation und gab infolgedessen in der Folgezeit das Kupferverfahren ganz auf – bis auf die Herstellung von Kupfer-Sirius (einem monofilen Faden in starkem Titer, sogenanntem künstlichen Rosshaar), die noch einige Zeit beibehalten wurde.
Während des Ersten Weltkrieges war Oberbruch das einzige Glanzstoff-Werk, das trotz sinkender Nachfrage weiterarbeitete, wenn auch wegen des Mangels an Arbeitskräften nur eingeschränkt. Rohstoffmangel zwang die Kunstseidenindustrie, völlig neue Wege zu gehen. Stapelfaser als Ersatz für Baumwolle hieß das neue Produkt, auf Stapellänge geschnittene Abfälle künstlicher, endlos spinnbarer Fäden. 1916 wurde in Oberbruch die erste Stapelfaserspinnmaschine in Betrieb genommen, eine Entwicklung Bronnerts zusammen mit dem Ingenieur Eduard Boos, dem Schwiegersohn Fremerys.
1925 übernahm die J. P. Bemberg AG die Aktienmehrheit der Vereinigte Glanzstoff-Fabriken AG. Gemeinsam gründeten sie mehrere ausländische Tochtergesellschaften, so in Elizabethton (Tennessee) die American Bemberg Corporation für Kupferseide, im August 1928 ergänzt durch die American Glanzstoff Corporation (ab 1934 North American Rayon Corporation (NARC)) für Viskosefasern. Ende 1928 beschäftigten beide Fabriken mehr als 3000 Arbeitskräfte.
1929 schlossen sich die Vereinigte Glanzstoff-Fabriken AG und die Nederlandse Kunstzijdefabriek – die 1928 die American Enka Company gegründet hatte – zur Algemeene Kuntzijde Unie N.V. (AKU) zusammen, die von da an die amerikanischen Werke führte. 1948 wurden die Fabriken von dem New Yorker Unternehmen Beaunit Mills übernommen.

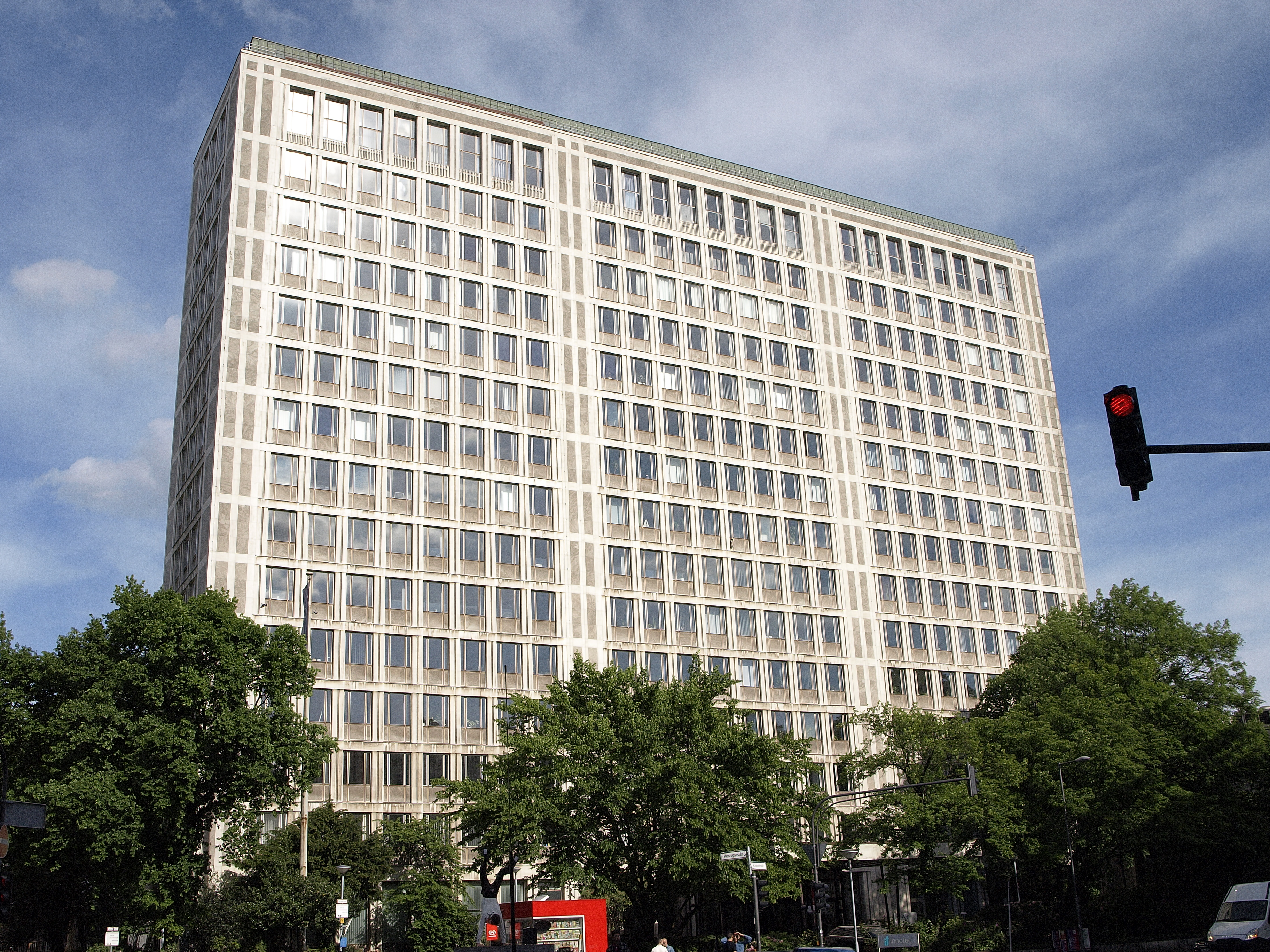
Glanzstoff-Hochhaus an der Kasinostraße in Wuppertal-Elberfeld

Trotz Verlusten während der Weltwirtschaftskrise und des Zweiten Weltkrieges blühte in der zweiten Hälfte des 20. Jahrhunderts die Produktion von Chemiefasern, etwa Perlon, Nylon oder Dralon und Polyester, Markenname „DIOLEN“. Die Glanzstoffwerke waren bis in die 1970er Jahre hinein Weltmarktführer bei der Herstellung von Chemiefasern und deren Ausgangsprodukten. 1965 erwirtschaftete das Unternehmen einen Umsatz von 1,347 Milliarden DM und beschäftigt 29.000 Mitarbeiter. Über 10.000 Beschäftigte fanden an den Standorten Oberbruch, Obernburg, Kelsterbach und Wuppertal Arbeit, darunter viele Gastarbeiter, vorwiegend aus Griechenland und Portugal, aber auch viele Pendler aus den benachbarten Niederlanden. 1969 fusionierte die Vereinigte Glanzstoff-Fabriken AG endgültig mit AKU zur Enka GmbH.
Mitte der 1970er Jahre geriet das Unternehmen, wie andere Faserhersteller auch, in die sogenannte Chemiefaserkrise, die vor allem durch die als Folge der ersten Ölkrise rasant steigenden Rohstoff- und Energiepreise zu massiven Einbrüchen führte und massive Kosteneinsparungen notwendig machte. Zunehmender Wettbewerb nach Auslaufen der Patente zur Herstellung von Chemiefasern, vor allem aus asiatischen Ländern, machte langfristig die Umstellung der Produktionsbetriebe auf hochwertige Spezialprodukte notwendig, da im Ausland gefertigte Massenware zu deutlich günstigeren Preisen als in Deutschland möglich auf den Markt drängte. Bereits in den 1970er Jahren wurde „Glanzstoff“ stärker in das niederländische Chemieunternehmen Akzo, später AkzoNobel, eingegliedert. 1998 übernahm AkzoNobel den britischen Faser- bzw. Farben- und Lackhersteller Courtaulds Ltd., schloss die Faseraktivitäten von Courtaulds mit den eigenen zusammen und verkaufte diese als neues Unternehmen mit Namen Acordis.
Nach ursprünglich geplantem Börsengang entschied man sich seitens der Eigentümer dazu, Acordis in einzelne Unternehmen zu zerlegen.

## Standorte

### Standort Oberbruch

Werk Oberbruch 1902/1903

Die Gründung der Rheinischen Glühlampenfabrik Dr. Max Fremery und Cie. Commandit-Gesellschaft erfolgte 1891. 1892 starteten Fremery und Urban die Erzeugung von Cellulosefäden für Kohlenfaden-Glühlampen, aus einer Lösung von Cellulose in Schweizers Reagens, was 1897 als Patent angemeldet und erteilt wurde. 1904 startete die Produktion von Sirus-Monofilament für Flechtmaterial, das unter anderem für Damenhüte verwendet wurde. Die Stapelfaser-Produktion (Zellwolle) begann 1916. 1925 wurde das Zweigwerk Waldniel errichtet. 1934 startete die Zellwolle-Produktion als Weiterentwicklung der früheren Stapelfaserproduktion. 1937 erfolgte die Einführung des Continue-Verfahrens. Vom 19. September 1944 bis 1947 war der Betrieb durch Kriegsschäden lahmgelegt. 1950 wurde die Perlonfabrik mit einer Kapazität von 2 Tonnen pro Tag in Betrieb genommen. 1952 startete die Produktion von RT-(Reifen- und Treibriemen-) und KVS-Rayon und 1958 die des Polyester-Endlosgarns Diolen.
Aus dem großen Werksgelände in Oberbruch wurde der Industriepark Oberbruch (IPO), in dem heute unterschiedliche Firmen aus unterschiedlichen Branchen ansässig sind. In Oberbruch ist die Hauptstraße in Erinnerung an die ersten Werksdirektoren Boos-Fremery-Straße benannt, eine Straße im Viertel mit ehemaligen Werkswohnungen ist nach dem Mitbegründer Urbanstraße benannt worden.

### Standort Obernburg
Gegründet wurde der Standort im Jahr 1924 unter dem Namen Bayerische Glanzstoff Fabriken AG als Produktionsstätte für textile Viskosegarne. Im Jahr 1928 erfolgte die Verschmelzung auf die Vereinigten Glanzstoff Fabriken AG. am 18. Mai 1938 startete die Fertigung technischer Viskosegarne als Verstärkungsmaterial für Autoreifen. In den letzten Kriegswochen erhielt das Werk schwere Treffer durch Tieffliegerangriffe und Artilleriebeschuss. Bereits wenige Monate nach Kriegsende startete die Produktion in bescheidenem Rahmen mit der Produktion von Erntebindegarn. Ab 1946 Wiederaufnahme der Reifengarnproduktion mit 4 t/Tag. Auf der Versuchsanlage wird die Perlon-Produktion 1949 zur Produktionsreife entwickelt und 1951 der erste Polyesterfaden „Diolen“ gesponnen. In den 1950er Jahren wurden weitere Produktionseinrichtungen für Polyester- (1955) und Polyamidgarne (1957 Nylon-Reifenkord) aufgebaut. Außerdem beheimatete der Standort Obernburg (neben Arnheim in den Niederlanden) über viele Jahre ein zentrales Konzernforschungsinstitut des AkzoNobel-Konzerns mit den Schwerpunkten Fasern, Membranen, Chemie, Lacke und Analytik. Daneben bestand auch ein zentrales Ingenieurbüro des Konzerns in Obernburg.
Nach der Aufteilung des Standortes in verschiedene GmbHs im Jahr 2003 wurde der Chemiefaserstandort zu einem Industriepark mit dem Namen Industrie Center Obernburg (ICO). Eigentümerin und Betreibergesellschaft des Standorts ist jetzt die Mainsite GmbH & Co KG.

### Standort Köln-Niehl

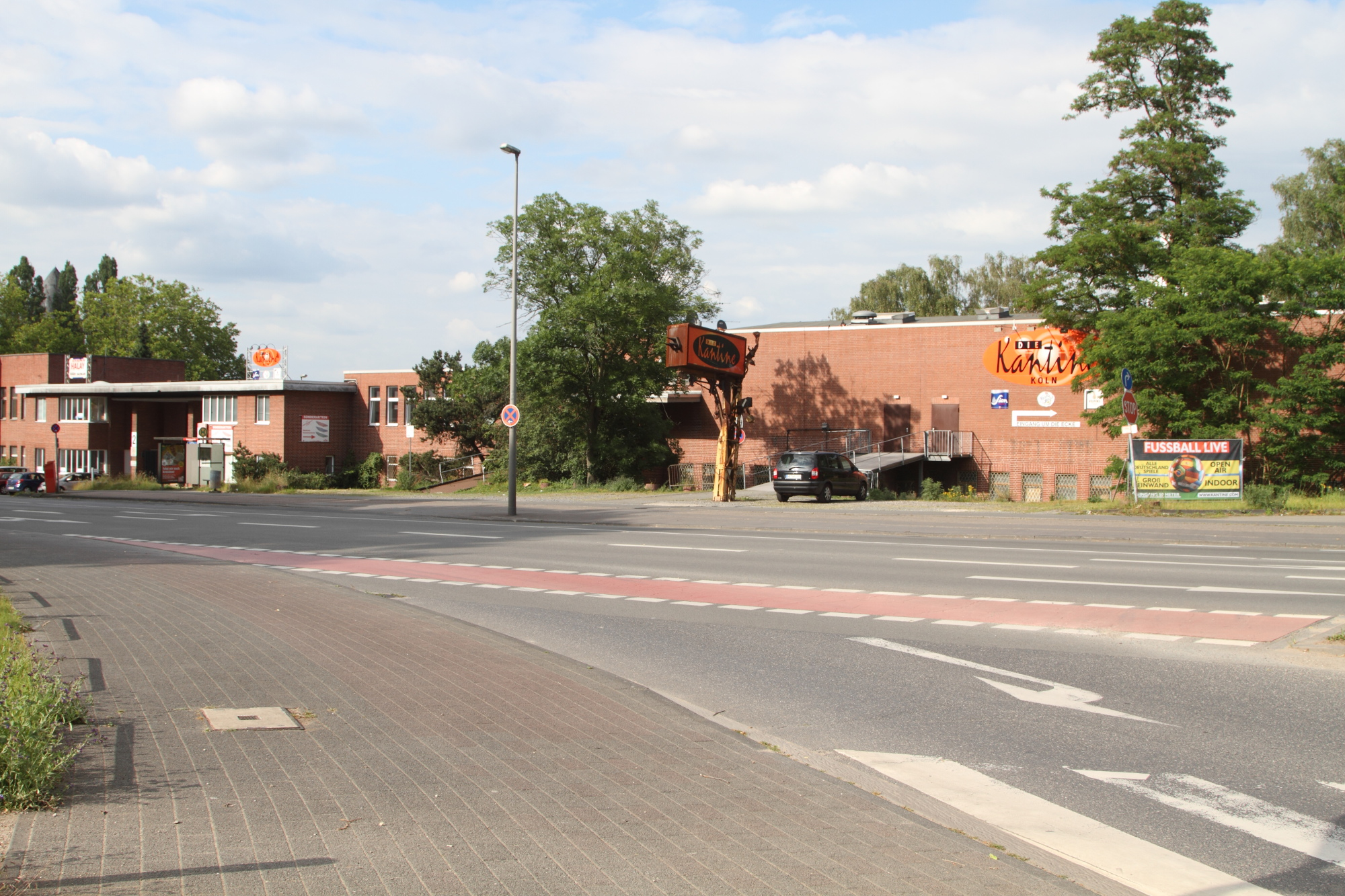
Das Werkstor und ehemalige Verwaltungsgebäude der Glanzstoff in Köln-Niehl (2014)

Ungefähr in den Jahren 1923/24 erfuhr man bei Glanzstoff, dass die britische Firma Courtaulds Ltd. (s. auch Samuel Courtauld) die Absicht habe eine Produktionsstätte in Deutschland zu errichten, was wegen der Konkurrenz im eigenen Lande keineswegs im Interesse von Glanzstoff sein konnte. Es kam deshalb durch Initiative von Glanzstoff im Jahr 1925 zur Gründung der Glanzstoff Courtaulds GmbH und somit zu einem Gemeinschaftsunternehmen der beiden Firmen (obgleich zuvor Konkurrenten, pflegten die beiden Unternehmen jedoch stets gute Kontakte zueinander). Als Standort wurde Köln gewählt. Der damalige Kölner Oberbürgermeister Konrad Adenauer war maßgebend an der Beschaffung eines Grundstücks für das neue Unternehmen beteiligt, welches auf den ehemaligen nördlichen Festungsanlagen Kölns als erstes Unternehmen an diesem Standort errichtet wurde (Neusser Landstraße/Ecke Militärring). In dem Kölner Werk wurden zunächst Viskose-Filamentgarne und später auch Viskose-Spinnfasern produziert. Markennamen für die Filamentgarne waren Colcesa, Colomat und Colcord, für die Spinnfasern Colva, Colvadur und Colvalan.
Oberbürgermeister Adenauer, damals auch Aufsichtsratsmitglied der Deutschen Bank, spekulierte kurz darauf mit auf Kredit gekauften Glanzstoffaktien, was durch starken Kursverlust in der Weltwirtschaftskrise und zweifelhaften Bürgschaften durch den damaligen Glanzstoff-Generaldirektor Fritz Blüthgen nach dem Krieg zu einigen juristischen Problemen führte.
Das Werk erlitt während des Zweiten Weltkriegs nur geringe Zerstörungen, was viele Zeitgenossen auf die Mitbesitzerschaft des britischen Unternehmens zurückführten. Während des Zweiten Weltkriegs arbeiteten mehrere Hundert Zwangsarbeiter bei dem Konzern. Schon bald nach Kriegsende konnte mit Genehmigung der Militärregierung die Produktion in dem Kölner Werk wieder aufgenommen werden.
Die Firma hatte Bestand bis 1966/1967 und beschäftigte bis zu 2.500 (nach anderen Quellen bis zu 3.000) Menschen. An die einstigen Werksanlagen erinnern heute der Luftschutz-Hochbunker („Bauart Winkel“, nach dem Bauingenieur Leo Winkel) aus dem Zweiten Weltkrieg und das 1929 fertiggestellte Verwaltungsgebäude des Glanzstoff-Hausarchitekten Ferdinand Flakowski.
Bis heute existiert am nordöstlichen Rand des alten Werksgeländes ein kleineres chemisches Werk. Dieses war bis ins Jahr 2017 Teil des Glanzstoff-Nachfolgeunternehmens Akzo Nobel, wurde dann aber aus diesem in die neugegründete Firma Nouryon ausgegliedert, welche 2018 an die Carlyle Group verkauft wurde. Einige der übrigen Gebäude der „Glan(z)stoff“, wie sie verkürzend in Köln genannt wird, stehen ebenfalls noch und wurden, bzw. werden durch andere Mieter weiter genutzt. So z. B. als Studio des WDR (WWF-Club), Verkaufsstelle der Hilfsorganisation Emmaus, Standort eines Betonherstellers, Autowaschanlage, Schirm- und Markisenvertrieb, verschiedene Diskotheken, Veranstaltungsräume, Flüchtlingsunterkünfte, Ausbildungseinrichtungen des Caritas-Verbands u. v. m. Ebenso hat das Unternehmen DHL ein großes Logistikzentrum auf dem nördlichen Teil des Geländes erbaut (DHL Freight).

### Standort Kelsterbach
Aufgrund stark rückläufiger Nachfrage nach textiler Viscose entschied man sich, das seit 1904 produzierende und 1911 erworbene Werk in Kelsterbach im Jahr 1999 aufzugeben. Seither wurde das Gelände nicht mehr genutzt und die Anlagen 2007 abgebrochen. Nach längerer Zeit des Brachliegens entstand ab 2012 ein neues Wohngebiet sowie ein Fachmarktzentrum auf dem ehemaligen Werksgelände. In dem erhaltengebliebenen Verwaltungsgebäude hat sich das Informationszentrum Umwelthaus angesiedelt.

### Standort Sydowsaue
Der Bau der Fabrik in Sydowsaue (heute polnisch Żydowce) wurde im Jahre 1901 gegründet von Guido Henckel von Donnersmarck, der nach dem Erwerb von Patentrechten für die Herstellung von Seide-Viskosecellulose-Verfahren mit der Produktion in kleinem Maßstab begann. Im Jahr 1903 begann das Werk seinen Betrieb. Produziert wurde hauptsächlich Viskoserayon, die dann zur Herstellung von Viskose weiterverarbeitet wurde. Vor dem Ersten Weltkrieg beschäftigte die Fabrik als Vereinigte Glanzstoff-Fabriken AG Wuppertal-Elberfeld-Sidowsauer etwa 1.500 Mitarbeiter. Im Jahr 1917 begann die Fabrik mit der Produktion von Viskose-Stapelfasern. Nach 1933 sank die Zahl der Mitarbeiter auf etwa 600 Personen.
Während des Zweiten Weltkriegs wurden niederländische und polnische Zwangsarbeiter beschäftigt, am Kriegsende war der Standort von Kriegsschäden betroffen.

### Standort Kassel
Das Werk in Kassel wurde 1935 von Glanzstoff als Spinnfaser AG gegründet und startete am 13. November 1935 auf zwei Spinnanlagen mit ca. 9 t/Tag, was 1936 auf 54 t gesteigert wurde. Im Mai 1939 wurde die Produktion von Zellwolle mit höherer Festigkeit (Duraflox) gestartet. Die Produktion an diesem Standort ging bis 1984.